# Banja Luka Metal Factory
De Banja Luka Metal Factory (kortweg BLMF) was een internationale militaire basis in Banja Luka, Bosnië en Herzegovina. De basis was gevestigd in een voormalige metaalfabriek en bood plaats aan militairen van de internationale troepenmacht die toeziet op de naleving van het Verdrag van Dayton, het verdrag dat een einde maakte aan de Bosnische Burgeroorlog.

## Metaalfabriek
De metaalfabriek in Banja Luka werd in 1978 opgericht onder de naam UNIS koudwalserij. Overal in voormalig Joegoslavië bestonden fabrieken onder de naam UNIS. Het waren staatsfabrieken die ook gedeeltelijk in eigendom waren van het eigen personeel. In de fabriek in Banja Luka werkten zo'n 700 mensen. Vlak voor het uitbreken van de Bosnische Burgeroorlog werd de fabriek geautomatiseerd, maar aan het begin van de oorlog werd de productie stilgelegd. Tijdens de oorlog deed de fabriek dienst als opslag voor militaire goederen van het Bosnisch-Servische leger.

## Militaire basis
De fabriek werd in 1995, na het einde van de oorlog, overgenomen door Britse troepen van de IFOR, die de fabriek de naam "Banja Luka Metal Factory" gaven. Sindsdien werd de fabriek tot september 2007 door de internationale troepenmacht in Bosnië en Herzegovina gebruikt als militaire basis, achtereenvolgens door de IFOR, SFOR en EUFOR.
Het grootste deel van de troepen op de basis was Brits, maar ook grote groepen Nederlandse militairen waren van het begin af aan op de basis gelegerd. In het begin waren dat voornamelijk militairen van de verbindingsdienst. Later, na sluiting van de Nederlandse basis in Bugojno, werden de militairen van de "Normal Framework Operations Company" (voornamelijk infanterie) en de "Support Company" (voornamelijk logistiek) naar de BLMF overgebracht.
Verder bood de basis onderdak aan het hoofdkwartier van de troepenmacht in de noordwestelijke sector van Bosnië (eerst het Hoofdkwartier Multinational Division Southwest (MND-SW), later Hoofdkwartier Multinational Brigade Northwest (MNB-NW), gevolgd door Hoofdkwartier Multinational Task Force Northwest (MNTF-NW)) en de contingentscommando's van Britse troepen (HQ BRITFOR) en Nederlandse troepen (CONTCO). Ook waren er door de jaren heen kleinere contingenten Canadezen, Bulgaren, Roemenen en Australiërs op de basis gelegerd.
Wegens verregaande troepenreducties bij EUFOR werd in september 2007 de Banja Luka Metal Factory als militaire basis ontruimd. Hierna is de fabriek weer als metaalfabriek in gebruik genomen.